# Royal Cercle Sportif Visé
Il Royal Cercle Sportif Visé, chiamato comunemente RCS Visé, CS Visé o solo Visé, è una società calcistica belga con sede a Visé.
Gioca nella Derde klasse, la terza serie del campionato belga.

## Storia
Il club è stato fondato nel 1924 con il nome di Royal Cercle Sportif Visetois. La prima promozione della sua storia arriva nel 1928 dopo aver vinto il campionato di Terza Divisione Regionale, ottennero la promozione in Seconda Divisione Regionale dove militeranno dal 1928 al 1938 anno in cui arrivò la promozione nella Prima Serie Provinciale.
La stagione 1948 segnò un traguardo storico per il club poiché alla fine del campionato arrivarono al secondo posto che li portò in Promozione Nazionale e vi rimasero per 2 anni. Da questo momento in poi il club farà su e giù fino alla stagione 1996 anno in cui vinse il campionato e volò in terza divisione e nel 1998 ottiene un'altra storica promozione in seconda divisione ma dopo 2 stagioni l'R.C.S. Visé retrocede in terza divisione. Nella stagione 2009-2010 ritorna in seconda divisione dove farà un grandissimo campionato arrivando al 5º posto.

## Rose delle stagioni precedenti
- 2011-2012

## Rosa 2010-2011
| N. |                    | Ruolo | Calciatore               |
| -- | ------------------ | ----- | ------------------------ |
|    | Belgio (bandiera)  | P     | Koens Wins               |
|    | Belgio (bandiera)  | P     | David Rico Garcia        |
|    | Belgio (bandiera)  | P     | Pierre Derbaudrenghien   |
|    | Belgio (bandiera)  | D     | Egon Wisniowski          |
|    | Belgio (bandiera)  | D     | Pieter-Jan Van Oudenhove |
|    | Belgio (bandiera)  | D     | Mucahid Ceylan           |
|    | Francia (bandiera) | D     | Baptiste Schmisser       |
|    | Belgio (bandiera)  | D     | Johan Gerets             |
|    | Belgio (bandiera)  | D     | Jordi Wouters            |
|    | Belgio (bandiera)  | C     | Adrien Francois          |
|    | Francia (bandiera) | C     | Emmanuel Françoise       |
|    | Belgio (bandiera)  | C     | Cheick Coulibaly         |

| N. |                      | Ruolo | Calciatore            |
| -- | -------------------- | ----- | --------------------- |
|    | Marocco (bandiera)   | C     | Mohammed El Berkani   |
|    | Belgio (bandiera)    | C     | Pierre Goblet         |
|    | Belgio (bandiera)    | C     | Yannick Vervalle      |
|    | Belgio (bandiera)    | C     | Cédric Ciza           |
|    | Francia (bandiera)   | C     | Saïd Mhoudini         |
|    | Belgio (bandiera)    | C     | Steve Dessart         |
|    | Francia (bandiera)   | C     | Jean-Sébastien Legros |
|    | Belgio (bandiera)    | A     | Guillaume Legros      |
|    | Belgio (bandiera)    | A     | Vincenzo Verhoeven    |
|    | Belgio (bandiera)    | A     | Antonio Caramazza     |
|    | Francia (bandiera)   | A     | Raphaël Lecomte       |
|    | Indonesia (bandiera) | A     | Syamsir Alam          |

## Palmarès

### Competizioni nazionali
- Derde klasse: 1

2009-2010